# Sir Donald Range
Sir Donald Range är ett berg i Kanada.   Det ligger i provinsen British Columbia, i den centrala delen av landet, 3 100 km väster om huvudstaden Ottawa. Toppen på Sir Donald Range är 2 297 meter över havet.
Terrängen runt Sir Donald Range är bergig.Trakten runt Sir Donald Range är nära nog obefolkad, med mindre än två invånare per kvadratkilometer.. 
Trakten runt Sir Donald Range består i huvudsak av gräsmarker.